# Agathosma kougaensis
Agathosma kougaensis är en vinruteväxtart som beskrevs av Neville Stuart Pillans. Agathosma kougaensis ingår i släktet Agathosma och familjen vinruteväxter. Inga underarter finns listade i Catalogue of Life.